# Гамма-всплеск

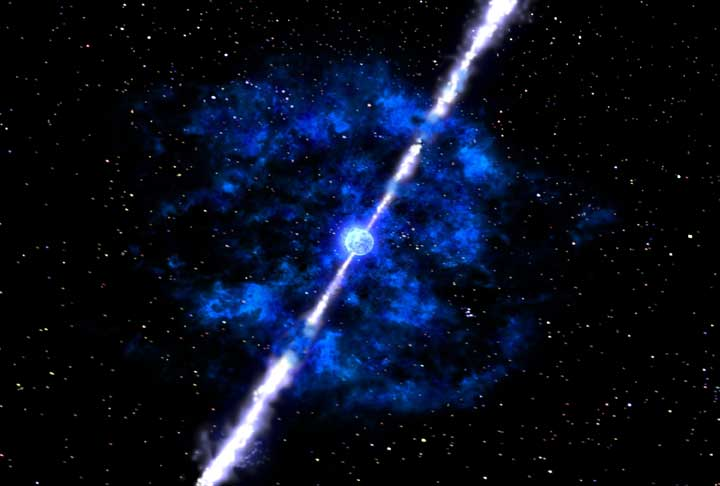
Художественная иллюстрация гамма-всплеска (NASA/Zhang & Woosley)

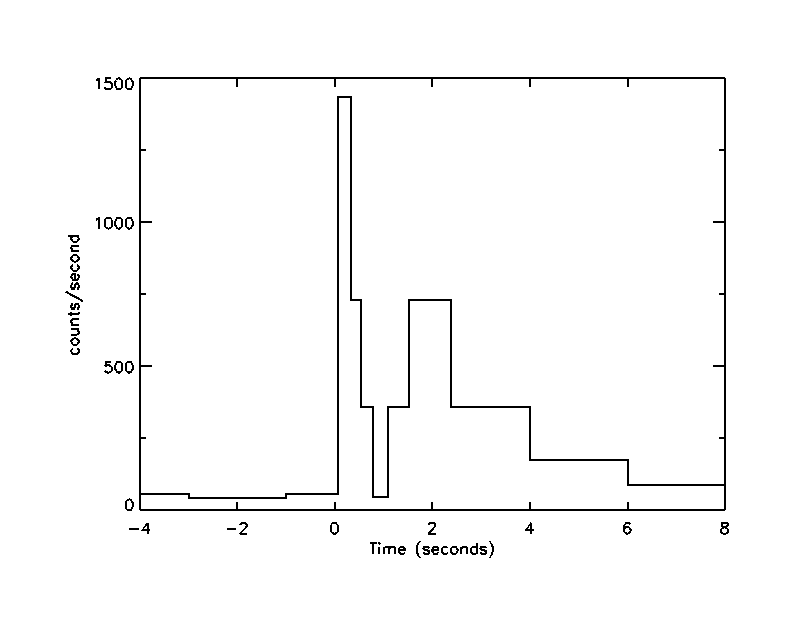
Первый космический гамма-всплеск, записанный 2 июля 1967 года спутниками Vela 4a, b

Гамма-всплеск — масштабный космический выброс энергии гамма-излучения электромагнитного спектра. Гамма-всплески (ГВ) — наиболее яркие электромагнитные события, происходящие во Вселенной.
За первоначальным всплеском обычно следует гаснущее долгоживущее «послесвечение», излучаемое на все более длинных волнах (рентген, УФ, оптика, ИК и радио).
Короткие ГВ образуются при слиянии двух нейтронных звёзд, чёрной дыры и нейтронной звезды, либо, теоретически, двух чёрных дыр. Продолжительность от 10 миллисекунд до 2 секунд.
Длинный ГВ испускается во время вспышки сверхновой, когда быстро вращающееся ядро массивной звезды коллапсирует. Его длительность от 2 секунд до 6 часов.
Это сравнительно узкий луч мощного излучения, поэтому гамма-всплески наблюдаются в отдалённых галактиках и до сих пор только два слабых были замечены в нашей. Энергия ГВ не бывает сферически равномерно распределена. Джеты сосредоточенны подобно космической пушке, конусообразно из полюсов пульсара.
За несколько секунд вспышки высвобождается столько энергии, сколько Солнцем выделилось бы за 10 миллиардов лет свечения. За миллион лет в одной галактике обнаруживаются лишь несколько ГВ. Все наблюдаемые ГВ происходят вне нашей галактики, кроме явления родственного класса — мягких повторяющихся гамма-всплесков, которые ассоциируются с магнетарами Млечного Пути. Имеется предположение, что ГВ, произошедший в нашей галактике, мог бы привести к массовому вымиранию всего живого на Земле (кроме глубоководных биовидов).
ГВ впервые был случайно зарегистрирован 2 июля 1967 года американскими военными спутниками Vela.
Чтобы объяснить процессы, которые могут порождать ГВ, были построены сотни теоретических моделей, таких как столкновения между кометами и нейтронными звёздами. Но данных для подтверждения предложенных моделей было недостаточно, пока в 1997 году не зарегистрировали первое рентгеновское и оптическое послесвечения, и определили их красное смещение прямым измерением с помощью оптического спектроскопа. Эти открытия и последующие исследования галактик и сверхновых, ассоциированных с ГВ, помогли оценить яркость и расстояния до источника ГВ, окончательно локализовав их в отдалённых галактиках и связав ГВ со смертью массивных звёзд. Тем не менее, процесс исследования ГВ ещё далеко не закончен, и ГВ остаются одной из самых больших загадок астрофизики. Неполна даже наблюдательная классификация ГВ на длинные и короткие.
ГВ регистрируются приблизительно раз в день. Как было установлено в советском эксперименте «Конус», который осуществлялся под руководством Евгения Мазеца на космических аппаратах «Венера-11», «Венера-12» и «Прогноз» в 1970-е годы, ГВ с равной вероятностью приходят с любого направления, что, вместе с экспериментально построенной зависимостью log N — log S (N — количество ГВ, дающих около Земли гамма-лучевой поток больший или равный S), говорило о том, что ГВ имеют космологическую природу (точнее, связаны не с Галактикой или не только с ней, но происходят во всей Вселенной, причём мы их видим из удалённых мест Вселенной). Направление на источник оценивалось с помощью метода триангуляции.

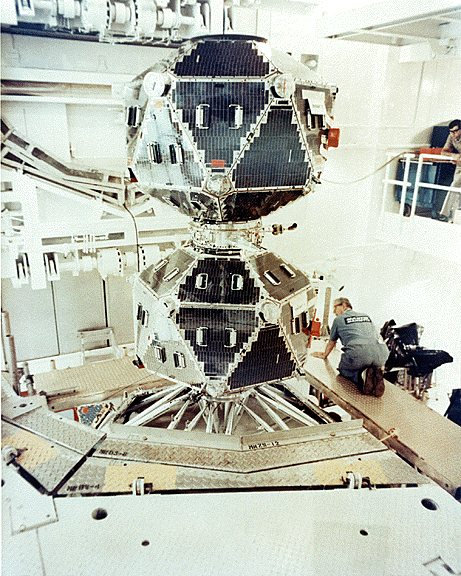
Спутники Vela-5A/B в комнате сборки. Спутники А и В разделяются после выхода на орбиту

## История
1963 год, октябрь: ВВС США запустили на орбиту Земли первый спутник из серии Vela для слежения за ядерными взрывами в атмосфере, после заключения в 1963 году Московского договора о запрете ядерных испытаний в трёх средах. На борту спутника находились детекторы рентгеновского, гамма- и нейтронного излучения.

### Открытие гамма-всплесков: эпоха «Vela»
- 1967 год, 2 июля в 14:19 UTC — на борту спутника Vela-4А зарегистрирован короткий (длительностью 1 с) всплеск интенсивности излучения в гамма-диапазоне 0,1—1 МэВ. Детальные исследования, проведённые позже спутниками Vela, неожиданно выявили космическое, внеземное происхождение ГВ[11]. Первый ГВ впоследствии получил обозначение GRB 670702.
- 1971 год, 14 марта — НАСА запустило спутник IMP-6, укомплектованный детектором гамма-лучей. Хотя обнаружение ГВ не входило в главные цели инструмента, он по возможности вёл наблюдения ГВ во время мониторинга солнечных вспышек[1]. Миссия IMP-6 завершилась 2 октября 1974 года[12].
- 1971 год, 29 сентября — запущена седьмая орбитальная солнечная обсерватория OSO 7, имеющая на борту рентгеновский телескоп для измерения жёстких, высокоэнергичных рентгеновских лучей от источников по всему небу. На OSO 7 также присутствовал монитор гамма-лучей[1]. Миссия OSO 7 продолжалась до 9 июля 1974 года[13].
- 1971 год, декабрь — запущен советский спутник «Космос-461», инструменты которого дали одно из первых независимых подтверждений существования феномена гамма-всплесков[14].
- 1972—1973 годы — учёными из Лос-Аламосской национальной лаборатории проанализированы все события, зарегистрированные в гамма-диапазоне на спутниках Vela. Они заключили, что ГВ действительно имеют космическое происхождение. Результаты исследования 16 коротких ГВ, обнаруженных Vela-5А/В и Vela-6А/D с июля 1969 по июль 1972 года, были рассекречены и опубликованы в 1973 году в Астрофизическом журнале[15].
- 1974 год — опубликованы данные советского эксперимента «Конус», подтверждающие обнаружение этих ГВ.
- 1976 год — организована Межпланетная сеть (IPN) изучения Солнца и планет с помощью космических аппаратов с набором детекторов гамма-лучей. Эти детекторы работали в унисон, чтобы найти расположение ГВ методом триангуляции. Программа IPN продолжается до сих пор.
- 1978 год — завершена первая сеть IPN. В дополнение к спутникам Vela в IPN включили 5 новых: Прогноз-7 (СССР) на орбите Земли, Helios-2 (Германия) на эллиптической орбите вокруг Солнца, и Pioneer (НАСА), Венера-11 и Венера-12 (СССР) на орбите Венеры. Исследовательская группа в российском Институте космических исследований, в Москве, возглавляемая Кевином Харли (англ. Kevin Hurley) рассчитывала координаты источников ГВ с точностью до нескольких угловых минут по данным, собранным IPN. Но по указанным координатам ничего невозможно было обнаружить, даже используя самые мощные телескопы[16].
- 1978—1983 годы — первый важнейший прорыв в исследованиях ГВ был осуществлён в длительных экспериментах КОНУС, проведённых Физико-техническим институтом им. А. Ф. Иоффе РАН (ФТИ) на межпланетных станциях Венера-11 — Венера-14 в 1978—1983 годах[17]. Было показано существование отдельного класса коротких всплесков («бимодальное распределение» всплесков по длительности), и впервые установлено, что распределение всплесков по небесной сфере носит случайный характер[18][19].

Многие теории пытались объяснить эти вспышки. Большинство утверждало, что источники находятся в пределах Млечного Пути. Но никаких экспериментальных подтверждений так и не было сделано до 1991 года.

### Накопление статистики: эпохаBATSE

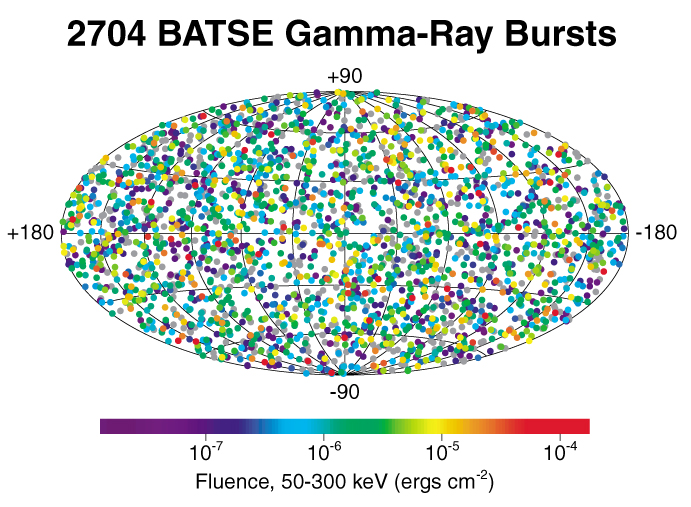
Распределение по небесной сфере всех ГВ, обнаруженных в ходе миссии BATSE. Авторы: G. Fishman et al., BATSE, CGRO, NASA

С 5 апреля 1991 по 4 июня 2000 года на орбите функционировала Комптоновская гамма-обсерватория (англ. Compton Gamma Ray Observatory, CGRO). На её борту был установлен детектор Burst and Transient Source Explorer (BATSE), предназначенный для регистрации ГВ. За время его работы было обнаружено 2704 события (то есть примерно по одному всплеску в сутки).
С помощью BATSE были подтверждены результаты ФТИ о том, что ГВ распределены по небесной сфере изотропно, а не группируются в какой-либо области пространства, например, в центре галактики или вдоль плоскости галактического экватора. Из-за плоской формы Млечного пути источники, принадлежащие нашей галактике, концентрируются у галактической плоскости. Отсутствие такого свойства у ГВ является сильным доказательством их происхождения извне Млечного пути, хотя некоторые модели Млечного пути всё ещё согласуются с подобным изотропным распределением.
Также были установлены следующие эмпирические свойства ГВ: большое разнообразие кривых блеска (плавные и изрезанные на очень малых временных масштабах), бимодальное распределение по длительности (короткие — менее 2 секунд — с более жёстким спектром, и длинные — более 2 секунд — с более мягким спектром).
Десятилетия после открытия ГВ астрономы искали составляющую — любой астрономический объект, расположенный на месте недавнего ГВ. Было рассмотрено множество разных классов объектов, включая белые карлики, пульсары, сверхновые, шаровые звёздные скопления, квазары, Сейфертовские галактики и объекты BL Lac. Все эти поиски не увенчались успехом, и даже в нескольких случаях достаточно хорошего определения месторасположения ГВ, невозможно было увидеть какого-либо заметного яркого объекта. Что говорит о происхождении ГВ или от очень тусклых звёзд, или от чрезвычайно далёких галактик. Даже самые точные местоположения ограничивались областями групп слабых звёзд и галактик. Стало ясно, что для конечного разрешения координат ГВ требуются и новые спутники, и более быстрые коммуникации.

### Открытие послесвечений: эпохаBeppoSAX

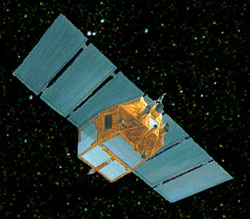
Художественное представление спутника BeppoSAX. Авторы: ASI и SDC

Несколько моделей происхождения ГВ предполагали что после первоначальной вспышки гамма-лучей должно происходить медленно затухающее излучение на более длинных волнах, образованное вследствие столкновения вещества, выбрасываемого в результате вспышки, и межзвёздного газа. Это излучение (во всех диапазонах электромагнитного спектра) стали называть «afterglow» («послесвечение» или «ореол») от ГВ. Ранние поиски «послесвечения» оказались безуспешными, в основном из-за трудностей определения точных координат ГВ на длинных волнах сразу после начальной вспышки.
Прорыв в этом направлении произошёл в феврале 1997 года, когда итало-голландский спутник BeppoSAX обнаружил гамма-всплеск GRB 970228, а через 8 часов детектор рентгеновских лучей (тоже на борту BeppoSAX) обнаружил затухающее рентгеновское излучение от GRB 970228. Координаты рентгеновского «послесвечения» были определены с гораздо большей точностью, чем для гамма-лучей. В течение нескольких часов группа аналитиков проекта BeppoSAX определила координаты всплеска с точностью до 3 угловых минут.
Затем наземные оптические телескопы также обнаружили в этом районе слабеющий новый источник; таким образом, его положение стало известно с точностью до угловой секунды. Через некоторое время глубокий снимок Хаббловского телескопа выявил на месте бывшего источника далёкую, очень слабую галактику (z = 0,7). Таким образом, космологическое происхождение гамма-всплесков было доказано. В дальнейшем послесвечения наблюдались у многих всплесков, во всех диапазонах (рентген, ультрафиолет, оптика, ИК, радио). Красные смещения оказались очень большими (до 6, в основном в диапазоне 0—4 для длинных гамма-всплесков; для коротких — меньше).

### Эра быстрого отождествления: Swift
Запущенный в 2004 году спутник Swift имеет возможность быстрого (менее минуты) оптического и рентгеновского отождествления всплесков. Среди его открытий — мощные, иногда многократные рентгеновские всплески в послесвечениях, через времена до нескольких часов после всплеска; обнаружение послесвечений ещё до окончания собственно гамма-излучения и т. д.
Гамма-всплеск GRB 230307A, наблюдавшийся в 2023 году — второй по величине среди когда-либо зарегистрированных гамма-всплесков во Вселенной, был вызван слиянием двух нейтронных звезд

## Расстояния и энергетика
Из космологической природы гамма-всплесков ясно, что они должны иметь исполинскую энергию. К примеру, для события GRB 970228 в предположении изотропии излучения энергия только в гамма-диапазоне составляет 1,6⋅1052 эрг (1,6⋅1045 Дж), что на порядок больше энергии типичной сверхновой. Для некоторых гамма-всплесков оценка доходит до 1054 эрг, то есть сравнима с энергией покоя Солнца. Причём эта энергия выделяется за очень короткое время.
Выход энергии происходит в виде коллимированного потока (релятивистского джета), в этом случае оценка энергии уменьшается пропорционально углу раскрытия конуса джета. Это подтверждается также наблюдениями кривых блеска послесвечений (см. ниже). Типичная энергия всплеска с учётом джетов составляет около 1051 эрг, но разброс достаточно большой. Наличие релятивистских джетов означает, что мы видим малую долю всех происходящих во Вселенной всплесков. Оценка их частоты составляет порядка одного всплеска на галактику раз в 100 000 лет.
События, порождающие гамма-всплески, настолько мощные, что иногда их можно наблюдать невооружённым глазом, хотя они происходят на расстоянии в миллиарды световых лет от Земли.
Самый мощный гамма-всплеск за всю историю наблюдений (событие GRB 221009A) наблюдался в конце 2022 года.

## Механизмы гамма-всплесков
Механизм, в результате которого за столь короткое время в малом объёме выделяется столько энергии, до сих пор не вполне ясен. Наиболее вероятно, что он различен в случае коротких и длинных гамма-всплесков. На сегодняшний день различают два основных подвида ГВ: длинные и короткие, имеющие существенные различия в спектрах и наблюдательных проявлениях. Так, длинные гамма-всплески иногда сопровождаются взрывом сверхновой звезды, а короткие — никогда. Есть и две основные модели, объясняющие эти два типа катаклизмов.

### Длинные гамма-всплески и сверхновые

Длинный гамма-всплеск в видимом диапазоне

Длинные гамма-всплески, вероятно, связаны со сверхновыми типа Ib/c. В нескольких случаях оптически отождествлённый источник через некоторое время после всплеска показывал характерные для сверхновых спектры и кривые блеска. Кроме того, в большинстве случаев отождествления с галактиками они имели признаки активного звездообразования.
Далеко не все сверхновые типа Ib/c могут стать причиной гамма-всплеска. Это события, связанные с коллапсом в чёрную дыру ядра массивной (>25 масс Солнца) звезды, лишённой водородной оболочки, имеющей большой момент вращения — так называемая модель коллапсара. По расчётам, часть ядра превращается в чёрную дыру, окружённую мощным аккреционным диском, который в течение нескольких секунд проваливается в дыру. Одновременно вдоль оси диска запускаются релятивистские джеты, пробивающие оболочку звезды и становящиеся причиной всплеска. Таких случаев должно быть около 1 % от общего числа сверхновых (иногда их называют гиперновыми).
Основная модель длинных гамма-всплесков предложена американским учёным Стеном Вусли — модель коллапсара под названием «несостоявшаяся сверхновая» (англ. failed supernova; Woosley 1993). В этой модели гамма-всплеск порождается джетом (струёй) при коллапсе массивной звезды Вольфа — Райе (по существу, гелиевого или углеродно-кислородного ядра нормальной звезды). Эта модель в принципе может описывать длинные (но не слишком длинные) ГВ. Некоторое развитие этой модели было сделано польским учёным Богданом Пачиньским, который использовал термин «взрыв гиперновой» (англ. hypernova explosion; Paczynski, 1998).
Также, термин «гиперновая» использовался гораздо раньше другими астрофизиками в ином контексте.

### Короткие гамма-всплески и слияния релятивистских объектов
Механизм коротких гамма-всплесков, возможно, связан со слиянием нейтронных звёзд или нейтронной звезды и чёрной дыры. Из-за большого момента импульса такая система не может сразу целиком превратиться в чёрную дыру: образуется начальная чёрная дыра и аккреционный диск вокруг неё. По расчётам, характерное время таких событий должно составлять как раз доли секунд, что подтверждается моделированием на суперкомпьютерах. Отождествлённые короткие гамма-всплески лежат на систематически меньших расстояниях, чем длинные, и имеют меньшее энерговыделение.
Модель, подходящая для описания коротких гамма-всплесков, предложена советскими астрофизиками С. И. Блинниковым и др., — слияние двойных нейтронных звёзд.
Израильские астрономы Алон Реттер и Шломо Хеллер предполагают, что аномальный гамма-всплеск GRB 060614, который произошёл в 2006 году, был белой дырой. Алон Реттер считает, что белые дыры, возникнув, сразу распадаются, процесс напоминает Большой взрыв, Реттер с коллегами назвали его «Малый взрыв» (англ. Small Bang).

## Послесвечения: релятивистские джеты
В отличие от собственно гамма-всплеска, механизмы послесвечения достаточно хорошо разработаны теоретически. Предполагается, что некоторое событие в центральном объекте инициирует образование ультрарелятивистской разлетающейся оболочки (лоренц-фактор γ порядка 100). По одной модели, оболочка состоит из барионов (масса её должна составлять 10−8 — 10−6 масс Солнца), по другой — это замагниченное течение, в котором основная энергия переносится вектором Пойнтинга.
Весьма существенно, что во многих случаях наблюдается сильная переменность как в самом гамма-излучении (на временах порядка разрешения прибора — миллисекунд), так и в рентгеновских и оптических послесвечениях (вторичные и последующие вспышки, энерговыделение в которых может быть сравнимо с самим всплеском). До некоторой степени это можно объяснить столкновением нескольких ударных волн в оболочке, двигающихся с разными скоростями, но в целом это явление представляет серьёзную проблему для любого объяснения механизма работы центральной машины: нужно, чтобы после первого всплеска она могла ещё давать несколько эпизодов энерговыделения, иногда через времена порядка нескольких часов.
Послесвечение обеспечивается в основном синхротронным механизмом и, возможно, обратным комптоновским рассеянием.
Кривые блеска послесвечений довольно сложны, так как они складываются из излучения головной ударной волны, обратной ударной волны, возможного излучения сверхновой и т. д. Иногда на последних стадиях излучения наблюдается излом кривой блеска (от степени −1 до −2), что считается свидетельством в пользу наличия релятивистского джета: излом происходит тогда, когда γ-фактор падает до значения ~1/θ, где θ — угол раскрытия джета.

## Возможная опасность для Земли
Борис Штерн пишет: «Возьмём умеренный случай энерговыделения 1052 эрг и расстояние до всплеска в 3 парсека, или 10 световых лет, или 1019 см — в таких пределах от нас находятся с десяток звёзд. На таком расстоянии за считанные секунды на каждом квадратном сантиметре планеты, попавшемся на пути гамма-квантов, выделится 1013 эрг. Это эквивалентно взрыву атомной бомбы на каждом гектаре неба! Атмосфера не помогает: хоть энергия высветится в её верхних слоях, значительная часть мгновенно дойдёт до поверхности в виде света. Ясно, что всё живое на облучённой половине планеты будет истреблено мгновенно, на другой половине чуть позже за счёт вторичных эффектов. Даже если мы возьмём в 100 раз большее расстояние (это уже толщина галактического диска и сотни тысяч звёзд), эффект (по одной атомной бомбе на квадрат со стороной 10 км) будет тяжелейшим ударом, и тут уже надо серьёзно оценивать — что выживет и выживет ли вообще что-нибудь».
Штерн полагает, что гамма-всплеск в нашей галактике случается в среднем раз в миллион лет. Гамма-всплеск такой звезды, как WR 104, может вызвать интенсивное разрушение озонового слоя на половине планеты.
Возможно, гамма-всплеск стал причиной Ордовикско-силурийского вымирания около 443 млн лет назад, когда погибли 60 % видов живых существ (и значительно большая доля по числу особей, так как для выживания вида достаточно сохранения всего нескольких особей).